# Tofins
Els tofins (o tofin-nu) són els membres d'un grup ètnic que viuen al sud-est del departament Atlantique i al departament de Littoral al sud-est de Benín. Els tofins parlen la llengua gbe tofin. Són part del grup d'ètnies guineanes; el seu codi ètnic és NAB59e i el seu ID de grup humà és 15528.

## Població, territori i pobles veïns
El 2006 hi havia 66.000 tofins (segons el joshuaproject n'hi ha 91.000).
El seu territori està situat al municipi de Sô-Ava, al sud-est del departament Atlantique. Concretament es parla als pobles de Ganvié, Sô-Ava, So-Tchanhoué, So-Zounko, Ahome-Gblen i Ahome-Lokpo. També es parla als pobles d'Ahouansoli-Agué, d'Ahounasoli-Toweta i Jesuko de Cotonou al departament de Littoral.
Segons el mapa lingüístic de Benín de l'ethnologue el territori tofin està situat al nord del llac Nokoué pocs quilòmetres a l'oest de Porto Novo. Té com a veïns els ayizos a l'oest, els wemes al nord i nord-est i els guns a l'est.

## Origen
Segons la tradició, el grup humà que posteriorment obtindrien el nom de tofins eren originaris de la regió de Mono, a l'antic regne de Dahomey. El nom de tofin-nu significa "persona que pertany al llinatge del grup que ha amagat el tron".

## Llengües
La llengua materna dels tofins és la llengua gbe, tofin. A més a més, també parlen com a segones llengües el fon, el gun i el francès, que són les llengües amb les quals estudien a l'ensenyament.

## Religió i creences
La majoria dels tofins creuen en religions africanes tradicionals (73%) i el 27% restants són cristians. Els catòlics representen el 70% dels tofins cristians, els protestants són el 15%, el 14% pertanyen a esglésies independents i l'1% es consideren altres cristians. El 7% dels tofins cristians pertanyen al moviment evangèlic.